# Campeonato Paraibano de Futebol de 2021 - Terceira Divisão
O Campeonato Paraibano de Futebol - Terceira Divisão de 2021 foi a terceira edição deste torneio, que voltava a ser disputado após 59 anos. A competição foi realizada pela Federação Paraibana de Futebol (FPF) e contou com a participação de 3 equipes.[carece de fontes?] O torneio seria realizado em 2020, porém devido à Pandemia de COVID-19 e o cancelamento da Segunda Divisão nesse ano, a competição foi cancelada.
Teve como campeão o Spartax, enquanto o vice foi o Paraíba de Itaporanga, que voltava depois de 3 anos. O Santos de João Pessoa (terceiro colocado) regressou ao futebol profissional após 16 anos de ausência. Miramar e Nacional de Pombal, que haviam sido rebaixados da Segunda Divisão em 2019, não disputaram o campeonato.
Os artilheiros do campeonato foram Reydson (Paraíba de Itaporanga) e Hugo Almeida (Spartax), ambos com 2 gols.

## Regulamento
As 3 equipes disputarão uma fase única jogando entre si em turno único, sendo o 1° colocado considerado o campeão, enquanto o 2° colocado será considerado o vice-campeão, onde ambas as equipes assegurarão vagas para a Segunda Divisão em 2022.

## Equipes participantes
| Equipe  | Cidade      | Estádio  | Capacidade | Títulos        |
| Paraíba | Itaporanga  | Zezão    | 3 000      | 0 (não possui) |
| Santos  | João Pessoa | Almeidão | 25 770     | 0 (não possui) |
| Spartax | João Pessoa | Almeidão | 25 770     | 0 (não possui) |

## Técnicos
| Equipe                | Técnico                          |
| --------------------- | -------------------------------- |
| Paraíba de Itaporanga | Luiz Araújo (1ª, 3ª e final)     |
| Santos                | Beto Melo (1ª—2ª)                |
| Spartax               | Carlos Gutemberg (2ª—3ª e final) |

## Resultados
1ª rodada
| 17 de novembro de 2021 | 15:15 | Paraíba | 5 – 0 | Santos | Estádio Zezão, Itaporanga |

2ª rodada
| 20 de novembro de 2021 | 09:30 | Santos | 1 – 4 | Spartax | Estádio Almeidão, João Pessoa |

3ª rodada
| 26 de novembro de 2021 | 15:00 | Spartax | 2 – 0 | Paraíba | Estádio Almeidão, João Pessoa |

## Premiação
| Campeonato Paraibano Terceira Divisão 2021 |
| ------------------------------------------ |
| Spartax Campeão (1.º título)               |